# Ephippiochthonius daedaleus
Espèce
Synonymes
- Chthonius daedaleus Mahnert, 1980

Ephippiochthonius daedaleus est une espèce de pseudoscorpions de la famille des Chthoniidae.

## Distribution
Cette espèce est endémique de Crète en Grèce. Elle se rencontre dans la grotte de Thergiospilia à Ierápetra.

## Description
Les femelles mesurent de 1,8 à 2,4 mm.

## Étymologie
Son nom d'espèce lui a été donné en référence au Labyrinthe de Dédale.

## Publication originale
- Mahnert, 1980 : Pseudoskorpione (Arachnida) aus Hohlen Griechenlands, insbesondere Kretas. Archives des Sciences (Geneva), vol. 32, no 3, p. 213-233.